# Юдин, Сергей Андреевич
Серге́й Андре́евич Ю́дин (род. 10 июня 1986, Новосибирск) — российский шахматист, гроссмейстер (2009), тренер. Бронзовый призёр опен-турнира в Ченнаи (2020) и Мемориала Полугаевского 2016, участник финала Кубка России 2016.
Участник Аэрофлот Опен 2009 (10-е место) и 9-го Кубка Губернатора Югры 2013 (28-е место).
На чемпионате мира по рапиду и блицу 2014 Юдин занял 26-е место в рапиде и 12-е в блице, в 2018 году — 64-е место и 41-е, на чемпионате 2022 года — 37-е и 91-е соответственно.
Юдин был участником Гран-при финала чемпионата России по рапиду и блицу 2018, также разделил 3-10 места на Мемориале Нежметдинова. В 2019 году разделил 3-8 места на Мемориале Панченко.
В 2022 году Юдин стал серебряным призёром турнира в Алма-Ате (2022).